# Neverita
Neverita  Risso, 1826 è un genere di molluschi gasteropodi appartenente alla famiglia Naticidae.

## Specie diNeverita
Appartengono al genere le seguenti specie:
- † Neverita amerrukensis Pacaud & Lebrun, 2019
- Neverita aulacoglossa (Pilsbry & Vanatta, 1909)
- Neverita delessertiana (Récluz, 1843)
- Neverita didyma (Röding, 1798)
- Neverita duplicata  (Say, 1822)
- Neverita josephinia Risso (1826)
- Neverita lamonae  Marincovich, 1975
- Neverita lewisii (Gould, 1847)
- † Neverita olla  (de Serres, 1829)
- † Neverita pontis   (Marwick, 1924)